# Leptocolpia decaryi
Leptocolpia decaryi är en fjärilsart som beskrevs av Claude Herbulot 1954. Leptocolpia decaryi ingår i släktet Leptocolpia och familjen mätare. Inga underarter finns listade i Catalogue of Life.